# アランの名による前奏曲とフーガ
アランの名による前奏曲とフーガ（仏語：Prélude et Fugue sur le nom d'Alain）は、フランスの作曲家モーリス・デュリュフレが1940年（一説には1942年）に作曲したオルガン曲である。作品番号7（デュリュフレの作品は作品番号14までしかない）、デュラン社より出版。
オルガニストとしての盟友であり、第二次世界大戦で若くして戦死した作曲家ジャン・アランを追悼する目的で書かれた。そのためこの作品にはアラン（Alain）の名を音名変換することによって得られる音列（ラレララファ）が全面的に用いられている。
この音名変換は、ラヴェルの『ハイドンの名によるメヌエット』（ドビュッシーやデュカスの曲も）と同様に、アルファベットを並べてその列にある音程を読み取ることによって得られるが、ラヴェルらの曲が
| ラ | シ | ド | レ | ミ | ファ | ソ |
| -- | -- | -- | -- | -- | ---- | -- |
| A  | B  | C  | D  | E  | F    | G  |
|    | H  |    |    |    |      |    |
|    | I  | J  | K  | L  | M    | N  |
| O  | P  | Q  | R  | S  | T    | U  |
| V  | W  | X  | Y  | Z  |      |    |

というテーブルに基づいているのに対し（詳しくは『ハイドンの名によるメヌエット』の項を参照）、このデュリュフレの曲は
| ラ | シ♭ | ド | レ | ミ | ファ | ソ | シ |
| -- | --- | -- | -- | -- | ---- | -- | -- |
| A  | B   | C  | D  | E  | F    | G  | H  |
| I  | J   | K  | L  | M  | N    | O  | P  |
| Q  | R   | S  | T  | U  | V    | W  | X  |
| Y  | Z   |    |    |    |      |    |    |

というテーブルを採用しており、これによってALAINはADAAF、すなわちラレララファと読み替えられる。
また前奏曲（プレリュード）の終盤には、ジャン・アランの代表作「リタニ」の旋律がそのまま引用されて現れる。
演奏時間は約11分。